# 조영철 (1989년)
조영철(曺永哲, 1989년 5월 31일 ~ )은 대한민국의 전 축구 선수였으며, 현역 시절 포지션은 공격수였다. 

## 클럽 경력
축구 명문 울산 학성고등학교의 제35회 전국 고교 축구 선수권대회 우승에 기여했다. 고교 선수권 결승전을 본 J리그 스카우트의 권유로 2007년 J1리그 요코하마 FC에 입단하였다. 하지만 그 해 팀은 최하위를 기록하여 J2리그로 강등되었다. 2009년, 알비렉스 니가타로 이적하며 다시 J1리그 무대로 복귀하였다. 2011년 현금 1억엔으로 오미야 아르디자로 이적하였다.
2015년 7월 자신의 고향팀인 울산 현대와 2년 6개월을 맺고 입단하여 8년 만에 국내로 복귀하였다.
2015 시즌 후, 울산 입단 3개월 만에 군 복무를 위해 상무에 입대하였다. 그리고 2016년 5월 21일 성남 FC와의 경기에서 자신의 K리그 데뷔골을 넣었으나, 팀은 2:3으로 패했다.
2017년 9월 13일에 상무에서 군 복무를 끝내고 울산으로 복귀하였다.
2018년 6월 14일에 경남 FC로 이적하였다.
2019시즌을 앞두고 알비렉스 니가타로 이적했다.
2020년, 티아모 히라가타에 입단했다.
2022시즌을 앞두고 간토 지역 1부리그의 도치기 시티에 입단했다.
그렇게 도치기에서 1년간 활약한 뒤 계약 기간이 아직 남았음에도 2022년 12월 4일 갑작스럽게 현역 은퇴를 발표하였는데, 후에 인터뷰에서 밝히기를 아버지가 암을 선고받게 되어 가족들에게 더 많은 신경을 쓰기위해 다소 빠르게 은퇴를 한것이라고 밝혔다.

## 국가대표팀 경력
대한민국 올림픽 축구 국가대표팀 멤버로 2008년 하계 올림픽에 출전하였으며 다음 해엔 U-20 대표팀 소속으로 2009년 FIFA U-20 월드컵에 출전하여 8강 진출에 기여하였다.
2014년 12월 22일 발표된 2015 AFC 아시안컵 최종 명단에 포함되었고 조별리그 첫 경기인 오만전 전반 추가시간에 팀의 첫 골을 성공시킴과 동시에 자신의 A매치 데뷔골을 성공시켰다.

### 국가대표 득점 기록
| # | 경기일     | 경기장소     | 상대팀 | 득점 | 결과 | 비고                |
| - | ---------- | ------------ | ------ | ---- | ---- | ------------------- |
| 1 | 2015/01/11 | 호주, 시드니 | 오만   | 1-0  | 1-0  | 2015년 AFC 아시안컵 |

## 수상

### 국가대표
대한민국
- 아시안 게임 축구 : 동메달 (2010)
- AFC 아시안컵 : 준우승 (2015)

### 클럽
울산 현대
- FA컵 : 우승 (2017)

## 그 외
일본에서 오랜 기간 선수 생활을 하여 일본어에 능숙하다.
2016년 4월 3일에 이용, 김성환, 박진포 상병과 김성주, 김성준, 이경렬 일병과 함께 오전 9시에 경북 문경으로 외출 도중 소매치기범을 검거하여 4월 9일에 선행상을 받았다.

## 가족 관계
- 아버지: 조재현 (1956년 ~ 2023년 3월 15일)
- 어머니: 변귀옥 (생존)
- 배우자: 최진주 (1988년 ~ )
- 누님동생: 조유정, 조영은
  - 자형동서: 이주호